# Josef Wagner (Politiker, 1873)
Josef Wagner (* 1873; † 1936) war ein österreichischer Politiker, Abgeordneter der Sozialdemokratischen Arbeiterpartei (SDAP) im niederösterreichischen Landtag und Landeskulturrat.

## Leben
Er war Kassenbeamter und bei der Stadt Wien angestellt. Als Lösung der sozialen Misere in Wien nach dem Zusammenbruch der Monarchie propagierte er die Idee einer Auswanderung nach Österreich, die in der erwerbslosen Industriearbeiterschaft Popularität gewann. Im Rahmen dieser auch Innenkolonisation genannten Umsiedelung, der österreichischen Form der Gartenstadtbewegung, gründete er den Verein Kolonien in der Heimat, der maßgeblich am Siedlerputsch von Oberau beteiligt war.